# Peißenberg (stacja kolejowa)
Peißenberg (niem: Bahnhof Peißenberg) – stacja kolejowa w Peißenberg, w kraju związkowym Bawaria, w Niemczech. Znajduje się na linii Weilheim – Schongau. Według DB Station&Service ma kategorię 6. 

## Linie kolejowe
- Linia Weilheim – Schongau